# Stajki (rejon piński)
Stajki (biał. Стайкі; ros. Стайки) – wieś na Białorusi, w obwodzie brzeskim, w rejonie pińskim, w sielsowiecie Chojno, w pobliżu granicy z Ukrainą.

## Warunki naturalne
Stajki położone są nad doliną Prypeci i przy dużym obszarze bagiennym, objętym ochroną przez Rezerwat Krajobrazowy Prostyr, którego granica przebiega skrajem wsi.

## Historia
W dwudziestoleciu międzywojennym leżały w Polsce, w województwie poleskim, w powiecie pińskim, w gminie Chojno. Po II wojnie światowej w granicach Związku Sowieckiego. Od 1991 w niepodległej Białorusi.